# Linha B do Metropolitano do Porto
 
Póvoa de Varzim ↔ Estádio do Dragão
Nome popular: Linha da Póvoa
Percurso Normal Póvoa de Varzim - Estádio do Dragão
Tempo de viagem: 63 minutos
Melhor frequência: 30 minutos
Percurso Expresso Póvoa de Varzim - Estádio do Dragão
Tempo de viagem: 55 minutos
Melhor frequência: 30 minutos
Comprimento total: 33,6 Km
A Linha B ou Linha Vermelha é uma das seis linhas do Metro do Porto, conta com 36 estações e é, atualmente, a linha mais comprida do metropolitano.

## História
Esta linha aproveita, em quase toda a sua extensão, o traçado da antiga Linha da Póvoa, que ligava a Trindade à Póvoa de Varzim, tendo sido convertida na sua totalidade em metro de superfície. A linha B engloba ainda o troço final do tronco comum, entre a estação Trindade e a Estádio do Dragão, permitindo o acesso à estação de Campanhã.

### Inauguração
Esta linha foi a segunda linha a ser inaugurada pelo Metro do Porto. Inicialmente esta linha efetuava somente o percurso entre o Estádio do Dragão e a Senhora da Hora tendo, por isso, o troço partilhado com a linha A. A 13 de Março de 2005 é inaugurado um novo troço da Linha B entre a Senhora da Hora e Pedras Rubras passando a ter, desde esta data, um troço único.

### Extensão à Póvoa de Varzim
A 18 de Março de 2006, depois de sucessivos adiamentos, é oficialmente inaugurada a extensão entre Pedras Rubras e Póvoa de Varzim.

### Nova estação
Em 27 de julho de 2017 abriu uma nova estação, denominada VC Fashion Outlet - Modivas, que serve o The Style Outlet, o único centro comercial de vertente outlet do norte do país. A obra foi financiada em 50% pela empresa gestora do shopping e teve um custo total de 1,2 milhões de euros.

## Serviços
Em 18 de Março de 2006, linha passa a ter dois tipos de serviços: o normal, que efetua paragens em todas as estações, entre a Póvoa de Varzim e o Estádio do Dragão; e o expresso, que efetua paragens somente nas estações Póvoa de Varzim, Portas Fronhas,  Vila do Conde, Varziela, Mindelo, VC Fashion Outlet / Modivas, Pedras Rubras, Senhora da Hora e estações seguintes até Estádio do Dragão.

### Atualmente
O serviço expresso foi estendido no início do verão de 2011 ao Estádio do Dragão e passou a realizar-se diariamente. O serviço normal efetua-se diariamente entre as estações de Póvoa de Varzim e Estádio do Dragão com a melhor frequência de 30 minutos.
|                    | 06-07h | 07-08h | 08-09h | 09-10h | 10-11h | 11-12h | 12-13h | 13-14h | 14-15h | 15-16h | 16-17h | 17-18h | 18-19h | 19-20h | 20-21h | 21-22h | 22-23h | 23-00h | 00-01h |
| ------------------ | ------ | ------ | ------ | ------ | ------ | ------ | ------ | ------ | ------ | ------ | ------ | ------ | ------ | ------ | ------ | ------ | ------ | ------ | ------ |
| Dias Úteis         | 30     | 15(Bx) | 15(Bx) | 15(Bx) | 15(Bx) | 15(Bx) | 15(Bx) | 15(Bx) | 15(Bx) | 15(Bx) | 15(Bx) | 15(Bx) | 15(Bx) | 15(Bx) | 15(Bx) | 30     | 30     | 30     | 30     |
| Sábados            | 30     | 15(Bx) | 15(Bx) | 15(Bx) | 15(Bx) | 15(Bx) | 15(Bx) | 15(Bx) | 15(Bx) | 15(Bx) | 15(Bx) | 15(Bx) | 15(Bx) | 30     | 30     | 30     | 30     | 30     | 30     |
| Domigos e Feriados | 30     | 30     | 30     | 30     | 30     | 30     | 30     | 15(Bx) | 15(Bx) | 15(Bx) | 15(Bx) | 15(Bx) | 15(Bx) | 30     | 30     | 30     | 30     | 30     | 30     |

• Tolerância de +/- 2 min. para o tempo apresentado

• Estações com serviço Expresso (Bx)

## Futuras Extensões
De momento não estão a ser equacionadas novas expansões desta linha.